# 天草市立新和中学校
天草市立新和中学校（あまくさしりつ しんわちゅうがっこう）は、熊本県天草市新和町小宮地にある中学校。

## 沿革
- 1947年（昭和22年）
  - 4月1日 - 大多尾村立大多尾中学校創立
  - 4月22日 - 宮地村立宮地中学校、中田碇石組合立中石中学校創立
  - 5月9日 - 宮地中学校宮南分校設置

- 1954年（昭和29年）- 新和村立宮地中学校、新和村立宮地中学校宮南分校、新和村立中石中学校、新和村立大多尾中学校と改称
- 1963年（昭和38年）- 宮南分校廃止。新和町立宮地中学校、新和町立中石中学校、新和町立大多尾中学校と改称
- 1972年（昭和47年）- 宮地中と中石中が統合し、新和町立新和中学校となる
- 1991年（平成3年）- 大多尾中を新和中へ統合
- 2006年（平成18年）3月27日 - 天草市立新和中学校と改称

## 学校周辺
- 熊本県道289号大多尾新合線
- 明栄寺
- 小宮地簡易郵便局
- 新和体育館